# Barió Delta
En física de partícules, els barions Delta (o barions Δ, també anomenats ressonàncies Δ) són una família de partícula subatòmiques constituïdes de tres quarks amunt o avall (quarks u o d).
Existeixen quatre barions Δ: Δ++ (quarks constituents: uuu), Δ+ (uud), Δ0 (udd), i Δ− (ddd), amb càrregues elèctriques +2e, +1e, 0, i −1e respectivament. Els barions Δ tenen una massa aproximada de 1232 MeV/c², espín 3⁄2, i isospin 3⁄2. En molts sentits, els barions Δ poden considerar-se com a estats 'excitats' dels nucleons (símbol N), els quals són formats a partir dels mateixos quarks constituents però en una configuració d'espín d'energia més baixa (espín 1⁄2). El Δ+ (uud), Δ0 (udd) és l'equivalent d'energia alta del protó (N+, uud) i neutró (N0, udd). Tanmateix, el Δ++ i Δ− no tenen cap estat nucleó equivalent.

## Composició
Els quatre barions Δ es distingeixen per les seves càrregues elèctriques, resultants de la suma de càrregues dels seus quarks constituents. Existeixen també quatre antipartícules amb càrregues oposades, compostes dels corresponents antiquarks. L'existència del Δ++, amb la seva càrrega inusual +2, fou un indici desisiu per al desenvolupament del model de quarks.

## Desintegració
Totes les varietats de barions Δ decauen via la força forta en un nucleó (protó o neutró) i un pió de càrrega apropiada. Les amplituds dels diversos estats de càrrega finals són donades pel seus acoblaments d'isospin respectius. Més rarament i més lentament, via una desexitació electromagnètica, el Δ+ pot decaure en un protó i un fotó i el Δ0 pot decaure en un neutró i un fotó.

## Llista
| Nom de partícula    | Símbol    | Composició de quarks | Massa en repòs (MeV/c2) | I3   | JP   | Q (e) | S | C | B′ | T | Vida mitjana (s)  | Desintegracions típiques |
| ------------------- | --------- | -------------------- | ----------------------- | ---- | ---- | ----- | - | - | -- | - | ----------------- | ------------------------ |
| Delta més més       | Δ++(1232) | uuu                  | 1,232 ± 2               | +3⁄2 | 3⁄2+ | +2    | 0 | 0 | 0  | 0 | (5.63±0.14)×10−24 | p + π+                   |
| Delta més           | Δ+(1232)  | uud                  | 1,232 ± 2               | +1⁄2 | 3⁄2+ | +1    | 0 | 0 | 0  | 0 | (5.63±0.14)×10−24 | π + n0 o π0 + p          |
| Delta zero o neutre | Δ0(1232)  | udd                  | 1,232 ± 2               | −1⁄2 | 3⁄2+ | 0     | 0 | 0 | 0  | 0 | (5.63±0.14)×10−24 | π0 + n0 o π- + p         |
| Delta menys         | Δ−(1232)  | ddd                  | 1,232 ± 2               | −3⁄2 | 3⁄2+ | −1    | 0 | 0 | 0  | 0 | (5.63±0.14)×10−24 | π− + n0                  |